# Theresianum Eisenstadt

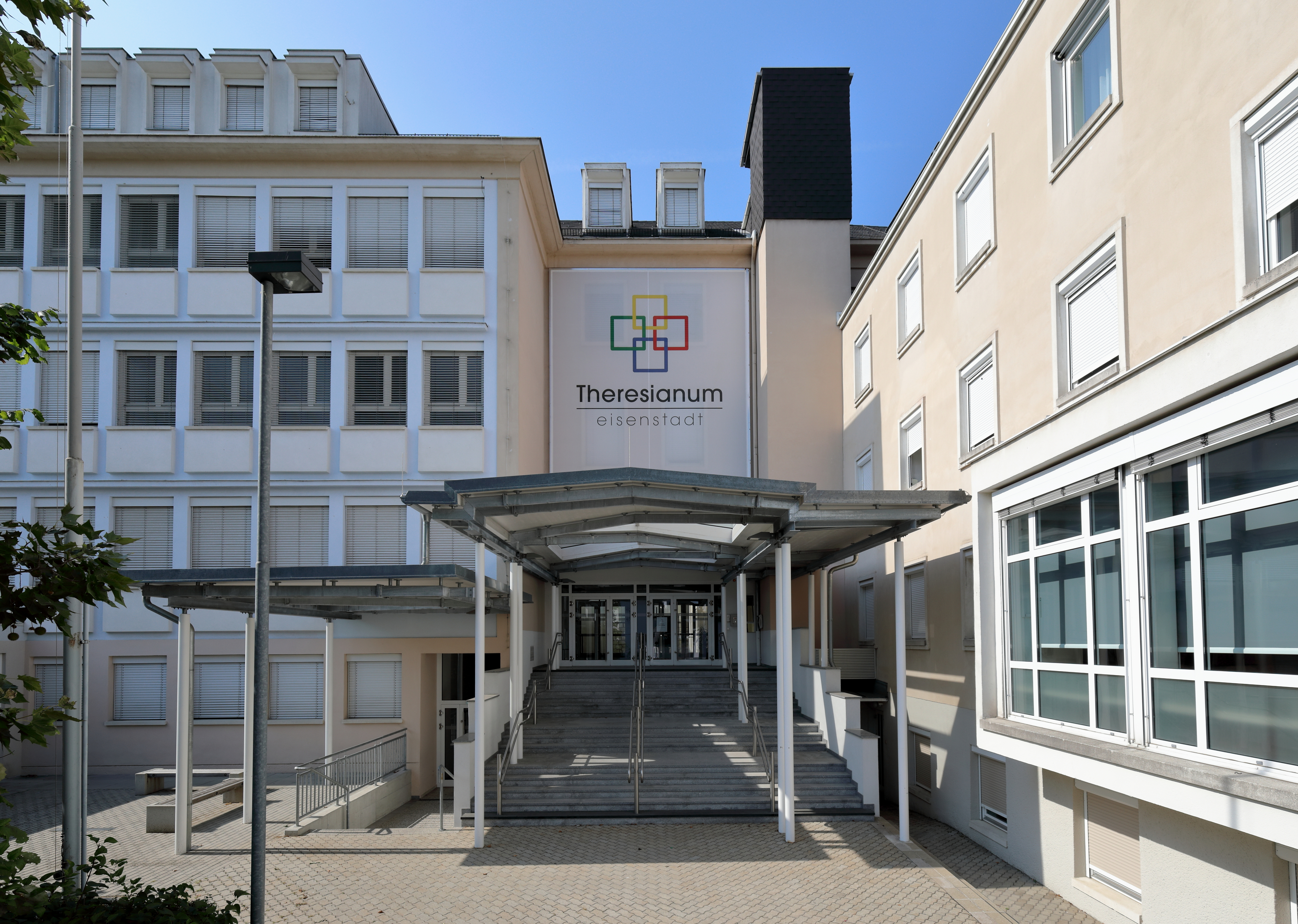
Hauptportal des Theresianum

Das Theresianum Eisenstadt ist ein Schulzentrum des Ordens der Schwestern vom Göttlichen Erlöser in der Landeshauptstadt Eisenstadt im Burgenland.

## Schulzentrum
Das Schulzentrum beinhaltet eine Höhere Lehranstalt für wirtschaftliche Berufe, eine Fachschule für wirtschaftliche Berufe, ein Oberstufenrealgymnasium mit dem Schwerpunkt Instrumentalmusik und eine Hauptschule/Neue Mittelschule.

## Geschichte
Im Jahre 1881 kamen Schwestern vom Göttlichen Erlöser (Niederbronner Schwestern) aus Sopron nach Eisenstadt Oberberg und arbeiteten für Waisenkinder und kranke Menschen. Im Zuge der Landnahme des Burgenlandes 1921 lösten sich die Schwestern von Sopron und wurden eine eigene österreichische Provinz. 1921 eröffneten sie im Provinzhaus Margaretinum eine dreiklassige Mädchenvolksschule. Am 9. November 1933 durch mit Propstpfarrer Julius Polak der Grundstein für das Schulhaus Theresianum gelegt und im gleichen Jahr provisorisch eine Hauptschule für Mädchen im Margaretinum begonnen und vom Apostolischer Administrator für das Burgenland und Erzbischof von Wien Kardinal Theodor Innitzer eröffnet. 1934 wurde das Theresianum als Schulzentrum mit einer Volksschule, Hauptschule, einer einjährigen Haushaltungsschule und einem Kindergarten eröffnet.
Beim Anschluss Österreichs an NS-Deutschland wurden 1938 alle Schulen am Theresianum geschlossen und die Schwestern mussten das Haus verlassen und im Gebäude wurde eine Staatliche Oberschule für Jungen geführt. Mit Kriegsende 1945 wurde das Schulgebäude als Lazarett genutzt.
Im September 1945 konnten die Schwestern wieder mit zwei Klassen einer Hauptschule für Mädchen im Theresianum beginnen. Weiters wurde 1945 die von 1924 bis 1938 in Steinberg geführte Lehrerinnenbildungsanstalt im Theresianum neu begonnen und die Hauptschule diente als Übungsschule. Die einjährige Hauswirtschaftsschule wurde 1946/1947 in eine dreijährige Hauswirtschaftsschule umgewandelt. Nach dem Krieg wurde das Schulgebäude durch den Ausbau des Mansardengeschoßes erweitert und 1954 durch einen Anbau. Die Volksschule, seit 1952 auch für Knaben, wurde in das Propsteigebäude – heute Haus der Begegnung Eisenstadt – verlegt. 1958 wurde mit einem großen Erweiterungsbau nach den Plänen des Architekten Robert Kramreiter begonnen. 1962 wurde die Schulkapelle geweiht. 1963 wurde das neue Schulgebäude und der Klostertrakt fertiggestellt. 1971 wurde die Lehrerinnenbildungsanstalt von einem Musisch-pädagogischen Realgymnasium abgelöst und 1976 mit Oberstufenrealgymnasium (ORG) benannt.